# Groupe E des éliminatoires du Championnat d'Europe de football 2008
Cet article donne le calendrier, les résultats des matches ainsi que le classement du groupe E des éliminatoires de l'Euro 2008.

## Classement
| Rang | Équipe     | Pts | J  | G | N | P  | Bp | Bc | Diff |  | Résultats (▼ dom., ► ext.) |     |     |     |     |     |     |     |
| ---- | ---------- | --- | -- | - | - | -- | -- | -- | ---- |  | -------------------------- | --- | --- | --- | --- | --- | --- | --- |
| 1    | Croatie    | 29  | 12 | 9 | 2 | 1  | 28 | 8  | +20  |  | Croatie                    |     | 0-0 | 2-0 | 1-0 | 2-1 | 2-0 | 7-0 |
| 2    | Russie     | 24  | 12 | 7 | 3 | 2  | 18 | 7  | +11  |  | Russie                     | 0-0 |     | 2-1 | 1-1 | 3-0 | 2-0 | 4-0 |
| 3    | Angleterre | 23  | 12 | 7 | 2 | 3  | 24 | 7  | +17  |  | Angleterre                 | 2-3 | 3-0 |     | 3-0 | 0-0 | 3-0 | 5-0 |
| 4    | Israël     | 23  | 12 | 7 | 2 | 3  | 20 | 12 | +8   |  | Israël                     | 3-4 | 2-1 | 0-0 |     | 1-0 | 4-0 | 4-1 |
| 5    | Macédoine  | 14  | 12 | 4 | 2 | 6  | 12 | 12 | 0    |  | Macédoine                  | 2-0 | 0-2 | 0-1 | 1-2 |     | 1-1 | 3-0 |
| 6    | Estonie    | 7   | 12 | 2 | 1 | 9  | 5  | 21 | -16  |  | Estonie                    | 0-1 | 0-2 | 0-3 | 0-1 | 0-1 |     | 2-1 |
| 7    | Andorre    | 0   | 12 | 0 | 0 | 12 | 2  | 42 | -40  |  | Andorre                    | 0-6 | 0-1 | 0-3 | 0-2 | 0-3 | 0-2 |     |

Les rencontres du groupe E ont été négociées lors d'une réunion entre les participants à Nyon, en Suisse, le 3 mars 2006.
| 16 août 2006 | Estonie | 0–1 | Macédoine    | Lilleküla Stadium, Tallinn                         |                                                    |
| 18:00 UTC+3  |         |     | 73e Sedloski | Spectateurs : 7 500 Arbitrage : Kristinn Jakobsson | Spectateurs : 7 500 Arbitrage : Kristinn Jakobsson |
| 18:00 UTC+3  | Rapport |     |              | Spectateurs : 7 500 Arbitrage : Kristinn Jakobsson | Spectateurs : 7 500 Arbitrage : Kristinn Jakobsson |

| 2 septembre 2006 | Angleterre                                  | 5–0 | Andorre | Old Trafford, Manchester                          |                                                   |
| 17:00 UTC+1      | Crouch 5e 66e · Gerrard 13e · Defoe 38e 47e |     |         | Spectateurs : 56 290 Arbitrage : Bernhard Brugger | Spectateurs : 56 290 Arbitrage : Bernhard Brugger |
| 17:00 UTC+1      | Rapport                                     |     |         | Spectateurs : 56 290 Arbitrage : Bernhard Brugger | Spectateurs : 56 290 Arbitrage : Bernhard Brugger |

| 2 septembre 2006 | Estonie | 0–1 | Israël      | A. Le Coq Arena, Tallinn                      |                                               |
| 21:30 UTC+3      |         |     | 8e Colautti | Spectateurs : 7 800 Arbitrage : Johan Verbist | Spectateurs : 7 800 Arbitrage : Johan Verbist |
| 21:30 UTC+3      | Rapport |     |             | Spectateurs : 7 800 Arbitrage : Johan Verbist | Spectateurs : 7 800 Arbitrage : Johan Verbist |

| 6 septembre 2006 | Russie  | 0–0 | Croatie | Stade Lokomotiv, Moscou                                 |                                                         |
| 19:00 UTC+4      |         |     |         | Spectateurs : 27 500 Arbitrage : Manuel Mejuto González | Spectateurs : 27 500 Arbitrage : Manuel Mejuto González |
| 19:00 UTC+4      | Rapport |     |         | Spectateurs : 27 500 Arbitrage : Manuel Mejuto González | Spectateurs : 27 500 Arbitrage : Manuel Mejuto González |

| 6 septembre 2006 | Israël                                                                   | 4–1 | Andorre       | Stade de Goffert, Nimègue                  |                                            |
| 19:00 UTC+2      | Benayoun 9e · Ben Shushan (en) 11e · Gershon (en) 43e (pen.) · Tamuz 69e |     | 84e Fernandez | Spectateurs : 400 Arbitrage : Sinisa Zrnic | Spectateurs : 400 Arbitrage : Sinisa Zrnic |
| 19:00 UTC+2      | Rapport                                                                  |     |               | Spectateurs : 400 Arbitrage : Sinisa Zrnic | Spectateurs : 400 Arbitrage : Sinisa Zrnic |

| 6 septembre 2006 | Macédoine | 0–1 | Angleterre | Stade de Skopje, Skopje                         |                                                 |
| 21:00 UTC+2      |           |     | 46e Crouch | Spectateurs : 16 500 Arbitrage : Bertrand Layec | Spectateurs : 16 500 Arbitrage : Bertrand Layec |
| 21:00 UTC+2      | Rapport   |     |            | Spectateurs : 16 500 Arbitrage : Bertrand Layec | Spectateurs : 16 500 Arbitrage : Bertrand Layec |

| 7 octobre 2006 | Russie       | 1–1 | Israël               | Stade Dynamo, Moscou                           |                                                |
| 19:00 UTC+4    | Archavine 5e |     | 84e Ben Shushan (en) | Spectateurs : 22 000 Arbitrage : Florian Meyer | Spectateurs : 22 000 Arbitrage : Florian Meyer |
| 19:00 UTC+4    | Rapport      |     |                      | Spectateurs : 22 000 Arbitrage : Florian Meyer | Spectateurs : 22 000 Arbitrage : Florian Meyer |

| 7 octobre 2006 | Angleterre | 0–0 | Macédoine | Old Trafford, Manchester                     |                                              |
| 17:00 UTC+1    |            |     |           | Spectateurs : 72 062 Arbitrage : Markus Merk | Spectateurs : 72 062 Arbitrage : Markus Merk |
| 17:00 UTC+1    | Rapport    |     |           | Spectateurs : 72 062 Arbitrage : Markus Merk | Spectateurs : 72 062 Arbitrage : Markus Merk |

| 7 octobre 2006 | Croatie                                                         | 7–0 | Andorre | Stade Maksimir, Zagreb                          |                                                 |
| 20:15 UTC+2    | Petrić 12e 37e 48e 50e · Klasnić 58e · Balaban 62e · Modrić 83e |     |         | Spectateurs : 17 618 Arbitrage : Anthony Zammit | Spectateurs : 17 618 Arbitrage : Anthony Zammit |
| 20:15 UTC+2    | Rapport                                                         |     |         | Spectateurs : 17 618 Arbitrage : Anthony Zammit | Spectateurs : 17 618 Arbitrage : Anthony Zammit |

| 11 octobre 2006 | Andorre | 0–3 | Macédoine                               | Estadi Comunal, Andorre-la-Vieille           |                                              |
| 15:00 UTC+2     |         |     | 13e Pandev · 16e Noveski · 31e Naumoski | Spectateurs : 300 Arbitrage : Lasha Silagava | Spectateurs : 300 Arbitrage : Lasha Silagava |
| 15:00 UTC+2     | Rapport |     |                                         | Spectateurs : 300 Arbitrage : Lasha Silagava | Spectateurs : 300 Arbitrage : Lasha Silagava |

| 11 octobre 2006 | Russie                       | 2–0 | Estonie | Stade Petrovski, Saint-Pétersbourg              |                                                 |
| 19:00 UTC+4     | Pogrebniak 78e · Sytchev 90e |     |         | Spectateurs : 21 517 Arbitrage : Eric Braamhaar | Spectateurs : 21 517 Arbitrage : Eric Braamhaar |
| 19:00 UTC+4     | Rapport                      |     |         | Spectateurs : 21 517 Arbitrage : Eric Braamhaar | Spectateurs : 21 517 Arbitrage : Eric Braamhaar |

| 11 octobre 2006 | Croatie                            | 2–0 | Angleterre | Stade Maksimir, Zagreb                           |                                                  |
| 20:00 UTC+2     | Eduardo 61e · G. Neville 68e (csc) |     |            | Spectateurs : 31 991 Arbitrage : Roberto Rosetti | Spectateurs : 31 991 Arbitrage : Roberto Rosetti |
| 20:00 UTC+2     | Rapport                            |     |            | Spectateurs : 31 991 Arbitrage : Roberto Rosetti | Spectateurs : 31 991 Arbitrage : Roberto Rosetti |

| 15 novembre 2006 | Macédoine | 0–2 | Russie                      | Stade de Skopje, Skopje                        |                                                |
| 17:00 UTC+1      |           |     | 18e Bystrov · 32e Archavine | Spectateurs : 13 000 Arbitrage : Paul Allaerts | Spectateurs : 13 000 Arbitrage : Paul Allaerts |
| 17:00 UTC+1      | Rapport   |     |                             | Spectateurs : 13 000 Arbitrage : Paul Allaerts | Spectateurs : 13 000 Arbitrage : Paul Allaerts |

| 15 novembre 2006 | Israël                         | 3–4 | Croatie                               | Stade Ramat Gan, Ramat Gan                                  |                                                             |
| 19:00 UTC+2      | Colautti 8e 89e · Benayoun 68e |     | 35e (pen.) Srna · 39e 54e 72e Eduardo | Spectateurs : 35 000 Arbitrage : Eduardo Iturralde González | Spectateurs : 35 000 Arbitrage : Eduardo Iturralde González |
| 19:00 UTC+2      | Rapport                        |     |                                       | Spectateurs : 35 000 Arbitrage : Eduardo Iturralde González | Spectateurs : 35 000 Arbitrage : Eduardo Iturralde González |

| 24 mars 2007 | Estonie | 0–2 | Russie                     | Lilleküla Stadium, Tallinn                    |                                               |
| 20:30 UTC+2  |         |     | 66e Bystrov · 78e Kerjakov | Spectateurs : 8 202 Arbitrage : Darko Čeferin | Spectateurs : 8 202 Arbitrage : Darko Čeferin |
| 20:30 UTC+2  | Rapport |     |                            | Spectateurs : 8 202 Arbitrage : Darko Čeferin | Spectateurs : 8 202 Arbitrage : Darko Čeferin |

| 24 mars 2007 | Israël  | 0–0 | Angleterre | Stade Ramat Gan, Ramat Gan                          |                                                     |
| 20:30 UTC+2  |         |     |            | Spectateurs : 38 000 Arbitrage : Tom Henning Øvrebø | Spectateurs : 38 000 Arbitrage : Tom Henning Øvrebø |
| 20:30 UTC+2  | Rapport |     |            | Spectateurs : 38 000 Arbitrage : Tom Henning Øvrebø | Spectateurs : 38 000 Arbitrage : Tom Henning Øvrebø |

| 24 mars 2007 | Croatie                | 2–1 | Macédoine    | Stade Maksimir, Zagreb                         |                                                |
| 20:15 UTC+1  | Srna 58e · Eduardo 88e |     | 36e Sedloski | Spectateurs : 29 969 Arbitrage : Konrad Plautz | Spectateurs : 29 969 Arbitrage : Konrad Plautz |
| 20:15 UTC+1  | Rapport                |     |              | Spectateurs : 29 969 Arbitrage : Konrad Plautz | Spectateurs : 29 969 Arbitrage : Konrad Plautz |

| 28 mars 2007 | Israël                                 | 4–0 | Estonie | Stade Ramat Gan, Ramat Gan                    |                                               |
| 20:30 UTC+3  | Tal 19e · Colautti 29e · Sahar 77e 80e |     |         | Spectateurs : 23 658 Arbitrage : Cüneyt Çakır | Spectateurs : 23 658 Arbitrage : Cüneyt Çakır |
| 20:30 UTC+3  | Rapport                                |     |         | Spectateurs : 23 658 Arbitrage : Cüneyt Çakır | Spectateurs : 23 658 Arbitrage : Cüneyt Çakır |

| 28 mars 2007 | Andorre | 0–3 | Angleterre                     | Stade olympique Lluís-Companys, Barcelone     |                                               |
| 21:00 UTC+2  |         |     | 54e 76e Gerrard · 90+2e Nugent | Spectateurs : 12 800 Arbitrage : Bruno Paixão | Spectateurs : 12 800 Arbitrage : Bruno Paixão |
| 21:00 UTC+2  | Rapport |     |                                | Spectateurs : 12 800 Arbitrage : Bruno Paixão | Spectateurs : 12 800 Arbitrage : Bruno Paixão |

| 2 juin 2007 | Estonie | 0–1 | Croatie     | A. Le Coq Arena, Tallinn                      |                                               |
| 21:30 UTC+3 |         |     | 32e Eduardo | Spectateurs : 8 651 Arbitrage : Viktor Kassai | Spectateurs : 8 651 Arbitrage : Viktor Kassai |
| 21:30 UTC+3 | Rapport |     |             | Spectateurs : 8 651 Arbitrage : Viktor Kassai | Spectateurs : 8 651 Arbitrage : Viktor Kassai |

| 2 juin 2007 | Russie                            | 4–0 | Andorre | Stade Petrovski, Saint-Pétersbourg              |                                                 |
| 19:00 UTC+4 | Kerjakov 8e 16e 49e · Sytchev 71e |     |         | Spectateurs : 21 520 Arbitrage : Tommy Skjerven | Spectateurs : 21 520 Arbitrage : Tommy Skjerven |
| 19:00 UTC+4 | Rapport                           |     |         | Spectateurs : 21 520 Arbitrage : Tommy Skjerven | Spectateurs : 21 520 Arbitrage : Tommy Skjerven |

| 2 juin 2007 | Macédoine   | 1–2 | Israël                     | Stade de Skopje, Skopje                       |                                               |
| 19:30 UTC+2 | Stojkov 13e |     | 11e Itzhaki · 44e Colautti | Spectateurs : 12 000 Arbitrage : Knut Kircher | Spectateurs : 12 000 Arbitrage : Knut Kircher |
| 19:30 UTC+2 | Rapport     |     |                            | Spectateurs : 12 000 Arbitrage : Knut Kircher | Spectateurs : 12 000 Arbitrage : Knut Kircher |

| 6 juin 2007 | Andorre | 0–2 | Israël                   | Estadi Comunal, Andorre-la-Vieille       |                                          |
| 18:00 UTC+2 |         |     | 37e Tamuz · 53e Colautti | Spectateurs : 618 Arbitrage : Ian Stokes | Spectateurs : 618 Arbitrage : Ian Stokes |
| 18:00 UTC+2 | Rapport |     |                          | Spectateurs : 618 Arbitrage : Ian Stokes | Spectateurs : 618 Arbitrage : Ian Stokes |

| 6 juin 2007 | Croatie | 0–0 | Russie | Stade Maksimir, Zagreb                        |                                               |
| 20:30 UTC+2 |         |     |        | Spectateurs : 36 194 Arbitrage : Ľuboš Micheľ | Spectateurs : 36 194 Arbitrage : Ľuboš Micheľ |
| 20:30 UTC+2 | Rapport |     |        | Spectateurs : 36 194 Arbitrage : Ľuboš Micheľ | Spectateurs : 36 194 Arbitrage : Ľuboš Micheľ |

| 6 juin 2007 | Estonie | 0–3 | Angleterre                          | A. Le Coq Arena, Tallinn                          |                                                   |
| 21:30 UTC+3 |         |     | 37e J. Cole · 54e Crouch · 62e Owen | Spectateurs : 9 635 Arbitrage : Grzegorz Gilewski | Spectateurs : 9 635 Arbitrage : Grzegorz Gilewski |
| 21:30 UTC+3 | Rapport |     |                                     | Spectateurs : 9 635 Arbitrage : Grzegorz Gilewski | Spectateurs : 9 635 Arbitrage : Grzegorz Gilewski |

| 22 août 2007 | Estonie                      | 2–1 | Andorre      | A. Le Coq Arena, Tallinn                       |                                                |
| 19:00 UTC+3  | Piiroja 34e · Zelinski 90+2e |     | 87e F. Silva | Spectateurs : 7 500 Arbitrage : Adrian McCourt | Spectateurs : 7 500 Arbitrage : Adrian McCourt |
| 19:00 UTC+3  | Rapport                      |     |              | Spectateurs : 7 500 Arbitrage : Adrian McCourt | Spectateurs : 7 500 Arbitrage : Adrian McCourt |

| 8 septembre 2007 | Russie                                           | 3–0 | Macédoine | Stade Lokomotiv, Moscou                             |                                                     |
| 19:00 UTC+4      | V. Bérézoutski 8e · Archavine 84e · Kerjakov 88e |     |           | Spectateurs : 23 000 Arbitrage : Tom Henning Øvrebø | Spectateurs : 23 000 Arbitrage : Tom Henning Øvrebø |
| 19:00 UTC+4      | Rapport                                          |     |           | Spectateurs : 23 000 Arbitrage : Tom Henning Øvrebø | Spectateurs : 23 000 Arbitrage : Tom Henning Øvrebø |

| 8 septembre 2007 | Angleterre                                    | 3–0 | Israël | Stade de Wembley, Londres                    |                                              |
| 17:00 UTC+1      | Wright-Phillips 20e · Owen 49e · Richards 66e |     |        | Spectateurs : 85 372 Arbitrage : Pieter Vink | Spectateurs : 85 372 Arbitrage : Pieter Vink |
| 17:00 UTC+1      | Rapport                                       |     |        | Spectateurs : 85 372 Arbitrage : Pieter Vink | Spectateurs : 85 372 Arbitrage : Pieter Vink |

| 8 septembre 2007 | Croatie           | 2–0 | Estonie | Stade Maksimir, Zagreb                             |                                                    |
| 20:30 UTC+2      | Eduardo 39e 45+1e |     |         | Spectateurs : 15 102 Arbitrage : Jérôme Laperriere | Spectateurs : 15 102 Arbitrage : Jérôme Laperriere |
| 20:30 UTC+2      | Rapport           |     |         | Spectateurs : 15 102 Arbitrage : Jérôme Laperriere | Spectateurs : 15 102 Arbitrage : Jérôme Laperriere |

| 12 septembre 2007 | Andorre | 0–6 | Croatie                                                              | Estadi Comunal, Andorre-la-Vieille          |                                             |
| 18:00 UTC+2       |         |     | 34e Srna · 38e 44e Petrić · 49e Kranjčar · 55e Eduardo · 64e Rakitić | Spectateurs : 925 Arbitrage : Olivier Thual | Spectateurs : 925 Arbitrage : Olivier Thual |
| 18:00 UTC+2       | Rapport |     |                                                                      | Spectateurs : 925 Arbitrage : Olivier Thual | Spectateurs : 925 Arbitrage : Olivier Thual |

| 12 septembre 2007 | Macédoine       | 1–1 | Estonie     | Stade de Skopje, Skopje                          |                                                  |
| 20:30 UTC+2       | Maznov (en) 30e |     | 17e Piiroja | Spectateurs : 5 000 Arbitrage : Leontios Trattou | Spectateurs : 5 000 Arbitrage : Leontios Trattou |
| 20:30 UTC+2       | Rapport         |     |             | Spectateurs : 5 000 Arbitrage : Leontios Trattou | Spectateurs : 5 000 Arbitrage : Leontios Trattou |

| 12 septembre 2007 | Angleterre                  | 3–0 | Russie | Stade de Wembley, Londres                       |                                                 |
| 20:00 UTC+1       | Owen 7e 31e · Ferdinand 84e |     |        | Spectateurs : 86 106 Arbitrage : Martin Hansson | Spectateurs : 86 106 Arbitrage : Martin Hansson |
| 20:00 UTC+1       | Rapport                     |     |        | Spectateurs : 86 106 Arbitrage : Martin Hansson | Spectateurs : 86 106 Arbitrage : Martin Hansson |

| 13 octobre 2007 | Angleterre                                        | 3–0 | Estonie | Stade de Wembley, Londres                           |                                                     |
| 15:00 UTC+1     | Wright-Phillips 11e · Rooney 32e · Rähn 33e (csc) |     |         | Spectateurs : 86 665 Arbitrage : Nicolai Vollquartz | Spectateurs : 86 665 Arbitrage : Nicolai Vollquartz |
| 15:00 UTC+1     | Rapport                                           |     |         | Spectateurs : 86 665 Arbitrage : Nicolai Vollquartz | Spectateurs : 86 665 Arbitrage : Nicolai Vollquartz |

| 13 octobre 2007 | Croatie     | 1–0 | Israël | Stade Maksimir, Zagreb                          |                                                 |
| 20:15 UTC+2     | Eduardo 52e |     |        | Spectateurs : 30 084 Arbitrage : Wolfgang Stark | Spectateurs : 30 084 Arbitrage : Wolfgang Stark |
| 20:15 UTC+2     | Rapport     |     |        | Spectateurs : 30 084 Arbitrage : Wolfgang Stark | Spectateurs : 30 084 Arbitrage : Wolfgang Stark |

| 17 octobre 2007 | Russie                      | 2–1 | Angleterre | Luzhniki Stadium, Moscou                               |                                                        |
| 19:00 UTC+4     | Pavlyuchenko 69e (pen.) 73e |     | 29e Rooney | Spectateurs : 78 000 Arbitrage : Luis Medina Cantalejo | Spectateurs : 78 000 Arbitrage : Luis Medina Cantalejo |
| 19:00 UTC+4     | Rapport                     |     |            | Spectateurs : 78 000 Arbitrage : Luis Medina Cantalejo | Spectateurs : 78 000 Arbitrage : Luis Medina Cantalejo |

| 17 octobre 2007 | Macédoine                                | 3–0 | Andorre | Stade de Skopje, Skopje                             |                                                     |
| 20:00 UTC+2     | Naumoski 30e · Sedloski 44e · Pandev 59e |     |         | Spectateurs : 17 500 Arbitrage : Paulius Malzinskas | Spectateurs : 17 500 Arbitrage : Paulius Malzinskas |
| 20:00 UTC+2     | Rapport                                  |     |         | Spectateurs : 17 500 Arbitrage : Paulius Malzinskas | Spectateurs : 17 500 Arbitrage : Paulius Malzinskas |

| 17 novembre 2007 | Andorre | 0–2 | Estonie                 | Estadi Comunal, Andorre-la-Vieille           |                                              |
| 18:00 UTC+1      |         |     | 31e Oper · 60e Lindpere | Spectateurs : 700 Arbitrage : William Collum | Spectateurs : 700 Arbitrage : William Collum |
| 18:00 UTC+1      | Rapport |     |                         | Spectateurs : 700 Arbitrage : William Collum | Spectateurs : 700 Arbitrage : William Collum |

| 17 novembre 2007 | Israël                  | 2–1 | Russie            | Stade Ramat Gan, Ramat Gan                      |                                                 |
| 20:00 UTC+2      | Barda 10e · Golan 90+2e |     | 61e Bilyaletdinov | Spectateurs : 27 563 Arbitrage : Stefano Farina | Spectateurs : 27 563 Arbitrage : Stefano Farina |
| 20:00 UTC+2      | Rapport                 |     |                   | Spectateurs : 27 563 Arbitrage : Stefano Farina | Spectateurs : 27 563 Arbitrage : Stefano Farina |

| 17 novembre 2007 | Macédoine                      | 2–0 | Croatie | Stade de Skopje, Skopje                             |                                                     |
| 20:00 UTC+1      | Maznov (en) 71e · Naumoski 83e |     |         | Spectateurs : 14 500 Arbitrage : Frank De Bleeckere | Spectateurs : 14 500 Arbitrage : Frank De Bleeckere |
| 20:00 UTC+1      | Rapport                        |     |         | Spectateurs : 14 500 Arbitrage : Frank De Bleeckere | Spectateurs : 14 500 Arbitrage : Frank De Bleeckere |

| 21 novembre 2007 | Israël    | 1–0 | Macédoine | Stade Ramat Gan, Ramat Gan                      |                                                 |
| 19:00 UTC+2      | Barda 35e |     |           | Spectateurs : 2 736 Arbitrage : Tomasz Mikulski | Spectateurs : 2 736 Arbitrage : Tomasz Mikulski |
| 19:00 UTC+2      | Rapport   |     |           | Spectateurs : 2 736 Arbitrage : Tomasz Mikulski | Spectateurs : 2 736 Arbitrage : Tomasz Mikulski |

| 21 novembre 2007 | Andorre | 0–1 | Russie      | Estadi Comunal, Andorre-la-Vieille        |                                           |
| 21:00 UTC+1      |         |     | 39e Sytchev | Spectateurs : 780 Arbitrage : Terje Hauge | Spectateurs : 780 Arbitrage : Terje Hauge |
| 21:00 UTC+1      | Rapport |     |             | Spectateurs : 780 Arbitrage : Terje Hauge | Spectateurs : 780 Arbitrage : Terje Hauge |

| 21 novembre 2007 | Angleterre                      | 2–3 | Croatie                             | Stade de Wembley, Londres                         |                                                   |
| 20:00 UTC+0      | Lampard 56e (pen.) · Crouch 65e |     | 8e Kranjčar · 14e Olić · 77e Petrić | Spectateurs : 88 091 Arbitrage : Peter Fröjdfeldt | Spectateurs : 88 091 Arbitrage : Peter Fröjdfeldt |
| 20:00 UTC+0      | Rapport                         |     |                                     | Spectateurs : 88 091 Arbitrage : Peter Fröjdfeldt | Spectateurs : 88 091 Arbitrage : Peter Fröjdfeldt |